# Smith & Wesson Model 686

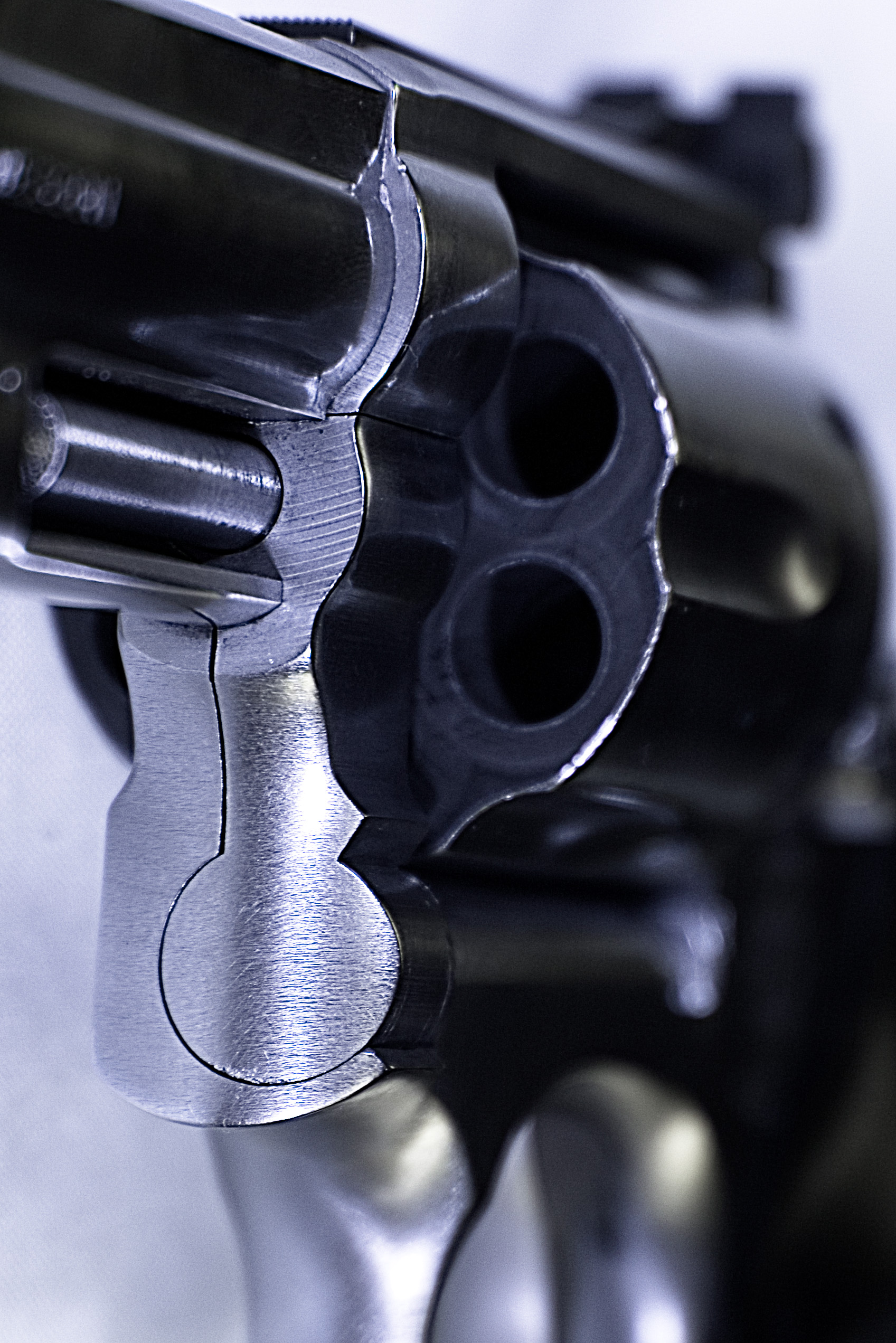
Барабан та екстрактор Моделі 686 зблизька

Smith & Wesson Модель 686 шестизарядний револьвер подвійної дії створений компанією Smith & Wesson під набій .357 Magnum. З нього можна стріляти набоями .38 Special, оскільки набій .357 Magnum було розроблено на основі набою .38 Special. Гільза набою магнум дещо довша, що не дозволяє стріляти такими набоями зі зброї під калібр .38 Special. Модель 686 мала стволи довжиною 2-1/2 in. (64 мм); 3 in.(76 мм); 4 in. (102 мм); 5 in. (127 мм); 6 in. (153 мм) та 8-3/8 in. (214 мм), револьвери з іншою довжиною стволу можна було замовити в магазині S&W Performance Center або в інших продавців зброї. Performance Center випустив обмежену кількість револьверів моделі 686 під набій .38 Super стрільців-спортсменів.

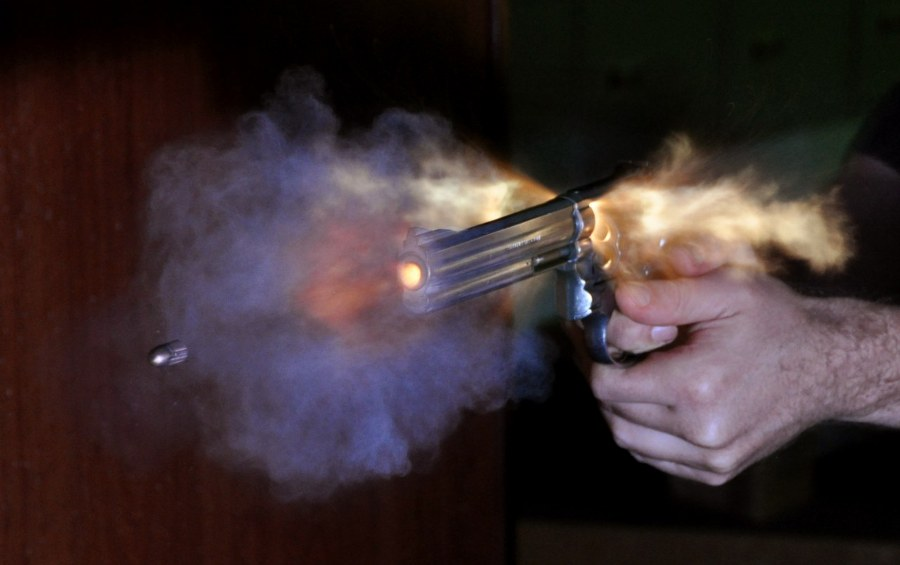
Постріл з револьвера Smith&Wesson 686 .38 Special, зображення зроблено високошвидкісною камерою.

Smith & Wesson представили Модель 686 в 1981. Револьвер є версією Моделі 586 з неіржавної сталі, з вороненою обробкою. Він мав калібри .357 Magnum та .38 S&W Special +P. Револьвери могли бути з дуловим гальмом та без нього, крім того на вибір були барабани на 6 або 7 набоїв.
Модель 686 базується на револьверній рамі S&W K/L. Протягом 1980-х років, Smith & Wesson розробили лінійку револьверів на рамках K/L під набій .357 Magnums: Модель 581, Модель 586, Модель 681 та Модель 686. Моделі 581 та 681 мали фіксовані приціли, а моделі 586 та 686 мали регульовані приціли.

## Варіанти Моделі 686
- S&W Модель 686 (США - Револьвер - .357 Magnum & .38 Special: 6-зарядний барабан Combat Magnum, неіржавна сталь)
- S&W Модель 686P (США - Револьвер- .357 Magnum & .38 Special: 7-зарядний барабан Combat Magnum, неіржавна сталь)
- S&W Модель 686PP (США - Револьвер - .357 Magnum & .38 Special: 6-зарядний барабан Combat Magnum Power Port, неіржавна сталь)

Модель 686 має регульований приціл, до 1992 року, версії з 6- та 8-3/8-дюймовими стволами мали регульовані мушки. До 1994 року вони мали дерев'яні руків'я Goncalo alves, потім його замінили на руків'я Hogue grip.
Протягом років виробництва було створено кілька варіантів Моделі 686. В 1986 році було представлено Модель 686 Classic Hunter, яка мала 6-дюймовий ствол та з гладким барабаном; в 1989 році було представлено Модель 686 Black Stainless, яка мала стволи довжиною 4- або 6-дюймів з чорною обробкою, партія становила 5000 штук; в 1992 році було представлено Модель 686 National Security Special, зі стволами довжиною 3- або 4-дюйми; в 1992 році було представлено Модель 686 Target Champion, який мав 6-дюймовий цільовий ствол, регульований стопор спускового гачка та руків'я з горіху; В 1994 році було представлено Модель 686 Power Port, який мав ствол довжиною 6-дюймів; в 1996 році було представлено Модель 686 Plus, зі стволами довжиною 2.5-дюйми, 3-дюйми, 4-дюйми або 6-дюймів, регульованими прицілами, 7-зарядним барабаном та гумовим руків'ям Hogue. Як і всі інші револьвери Smith & Wesson, Модель 686 Plus отримала внутрішній замок на рамці.
| Варіант                                                      | Калібр                    | Вага              | Барабан  | Рік  | Примітки |
| ------------------------------------------------------------ | ------------------------- | ----------------- | -------- | ---- | --- |
| S&W 686 Classic Hunter 6" (15 см) ствол                      | .357 Magnum / .38 Special | 45.8 oz (1.3 kg)  | 6 набоїв | 1988 | Гладкий барабан |
| S&W 686-3 Midnight Black 4" & 6" (10 см та 15 см) ствол      | .357 Magnum / .38 Special | 42 oz (1.19 kg)   | 6 набоїв | 1989 | Воронування, випущено 5000 штук                                                                                              |
| S&W 686 2.5" (64 мм) ствол                                   | .357 Magnum / .38 Special | 40.5 oz (1.15 kg) | 6 набоїв | 1988 | |
| S&W 686 4" (10 см) ствол                                     | .357 Magnum / .38 Special | 42 oz (1.19 kg)   | 6 набоїв | 1988 | |
| S&W 686 6" (15 см) ствол                                     | .357 Magnum / .38 Special | 45.8 oz (1.3 kg)  | 6 набоїв | 1988 | |
| S&W 686 8-3/8" (21 см) ствол                                 | .357 Magnum / .38 Special | 48.3 oz (1.37 kg) | 6 набоїв | 1988 | |
| S&W 686 CS-1                                                 |                           |                   |          |      | Випущено для Митної служби США                                                                                               |
| S&W 686 National Security 3" (7.6 см) ствол                  | .357 Magnum / .38 Special | 41.2 oz (1.17 kg) | 6 набоїв | 1992 | Воронування |
| S&W 686 National Security 4" (10 см) ствол                   | .357 Magnum / .38 Special | 42 oz (1.19 kg)   | 6 набоїв | 1992 | Воронування |
| S&W 686 Target Champion 6" (15 см) цільовий ствол            | .357 Magnum / .38 Special | 46.2 oz (1.31 kg) | 6 набоїв | 1992 | Повнорозмірний кожух |
| S&W 686 Power Port 6" (15 см) ствол з отворами               | .357 Magnum / .38 Special | 46 oz (1.3 kg)    | 6 набоїв | 1994 | З отворами |
| S&W 686P 2.5" (6.4 см) ствол                                 | .357 Magnum / .38 Special | 41 oz (1.16 kg)   | 7 набоїв | 1996 | Замок з ключем |
| S&W 686P 4" (10 см) ствол                                    | .357 Magnum / .38 Special | 42.3 oz (1.2 kg)  | 7 набоїв | 1996 | Замок з ключем |
| S&W 686P 6" (15 см) ствол                                    | .357 Magnum / .38 Special | 46.2 oz (1.31 kg) | 7 набоїв | 1996 | Замок з ключем |
| S&W 686P 5" (12.7 см) ствол                                  | .357 Magnum / .38 Special | 40.5 oz (1.15 kg) | 7 набоїв | 2004 | Кожух на половину довжини стволу, мушка HiViz                                                                                |
| S&W 686 "The Presidents" 6" (15 см) ствол                    | .357 Magnum / .38 Special | 46.2 oz (1.31 kg) | 6 набоїв | 2003 | Золота обробка з вирізами в руків'ї під пальці                                                                               |
| S&W 686PP 6" (15 см) ствол                                   | .357 Magnum / .38 Special | 46.2 oz (1.31 kg) | 6 набоїв |      | Вмонтований компенсатор, який блокується ключем                                                                              |
| S&W 686 Performance Center 6" (15 см) ствол (збільшена вага) | .357 Magnum / .38 Special | 52.9 oz (1.50 kg) | 6 набоїв | 2007 | Важчий ствол, планка Weaver/Picatinny на стволі, регульована/з'ємна вага, замок барабана, ковані ударник та спусковий гачок. |

## Нумерація після тире
- 686 без нумерації, перша модель 1981
- 686-1, 1986 радіусна шпилька, плаваюче руків'я
- 686-2, 1987 заміна носової частини ударника, втулки і пов'язаних з ними деталей
- 686-3, 1988 нова система кріплення хомута
- 686-4, 1993 заміна прицілу, свердлена рамка, заміна екстрактору, руків'я Hogue
- 686-5, 1997 заміна конструкції рамки, щоб прибрати стопорний штифт барабана, прибрано зубчасті хвостовики, литі ударник та спусковий гачок, заміна внутрішнього замка.
- 686-6, 2001 внутрішній замок
- 686-7, 2003 Performance Center .38 Super, 6-зарядний гладкий барабан, 4" ствол, неіржавна сталь, 250 штук

## Галерея

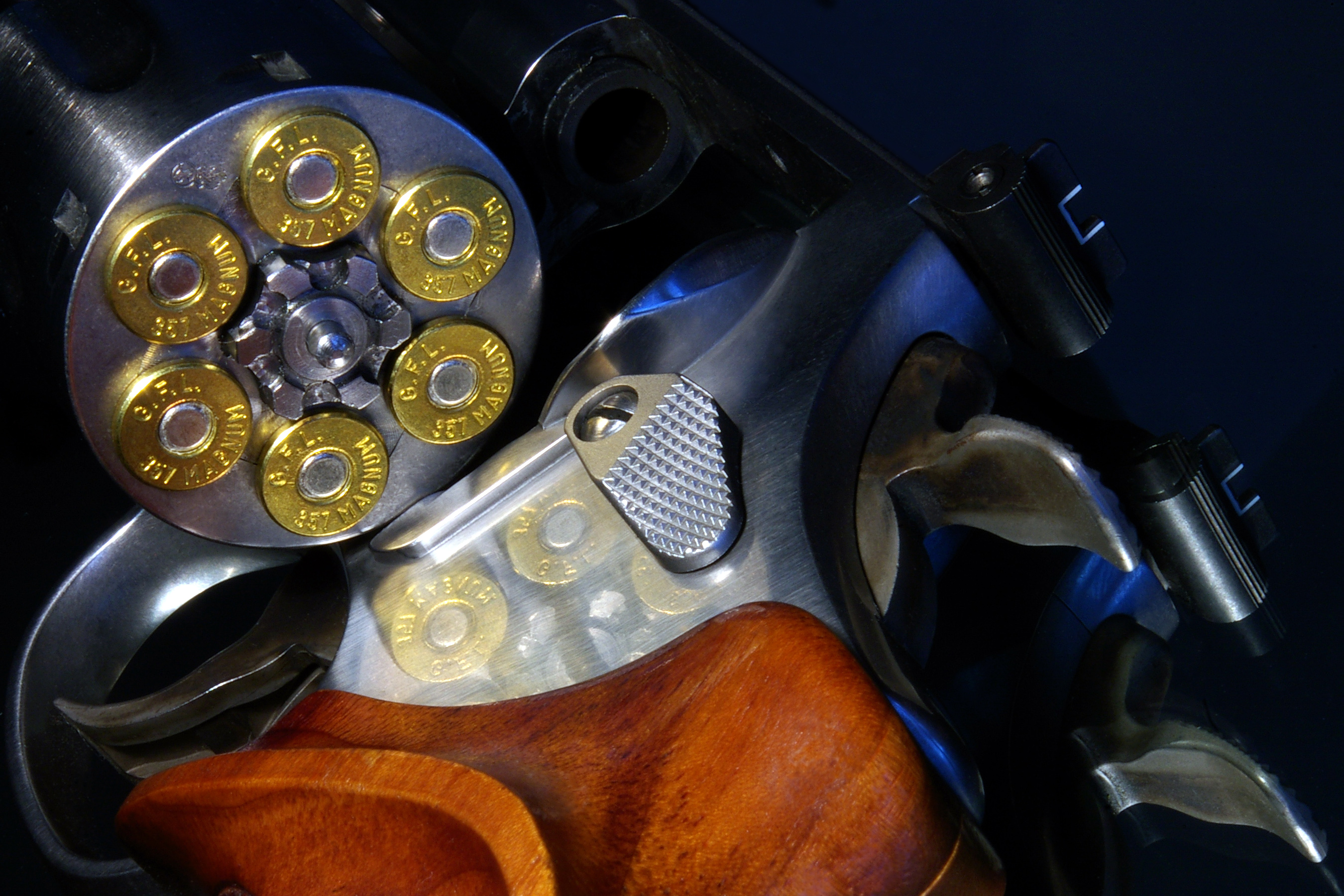
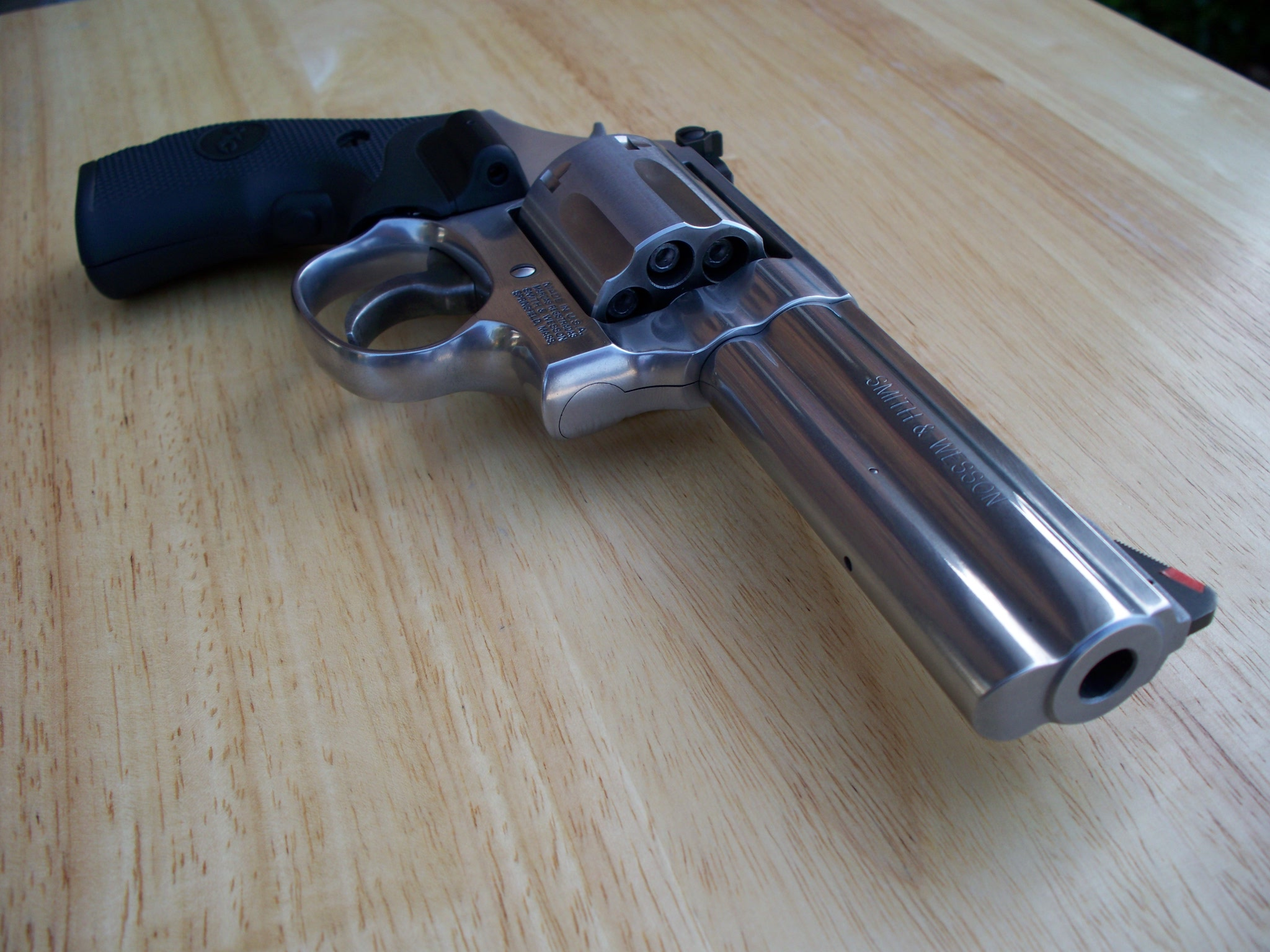
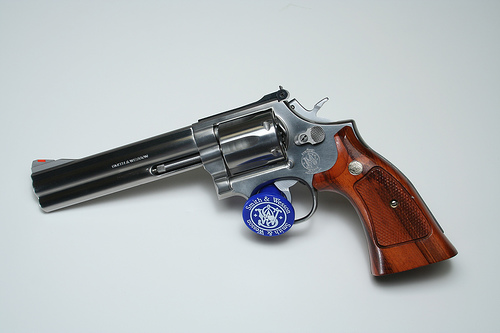
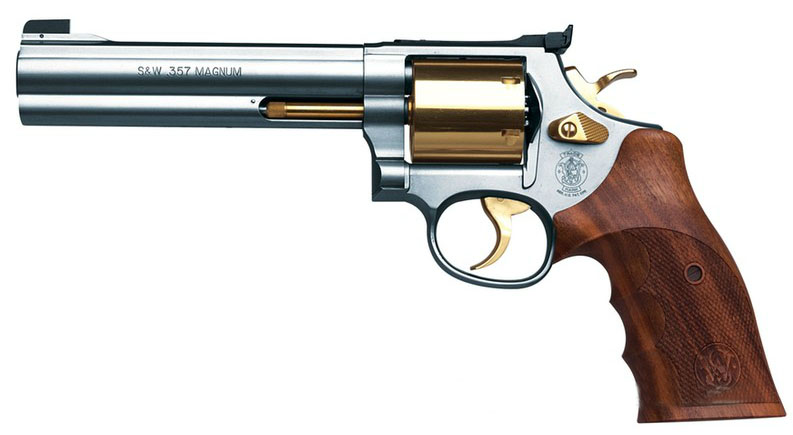
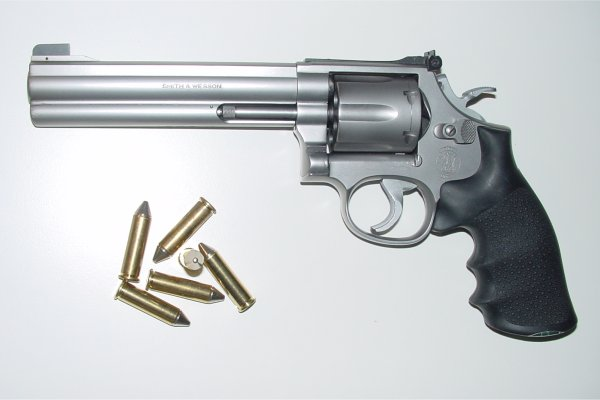
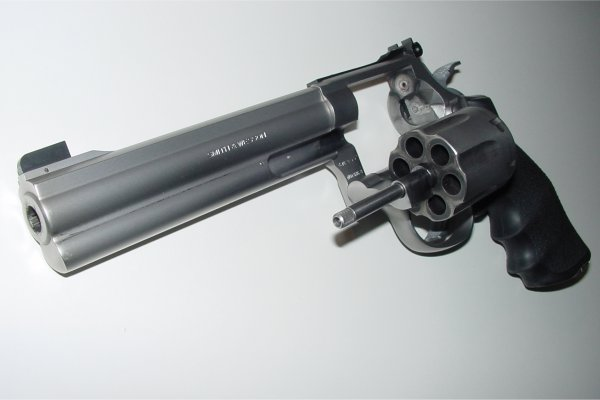
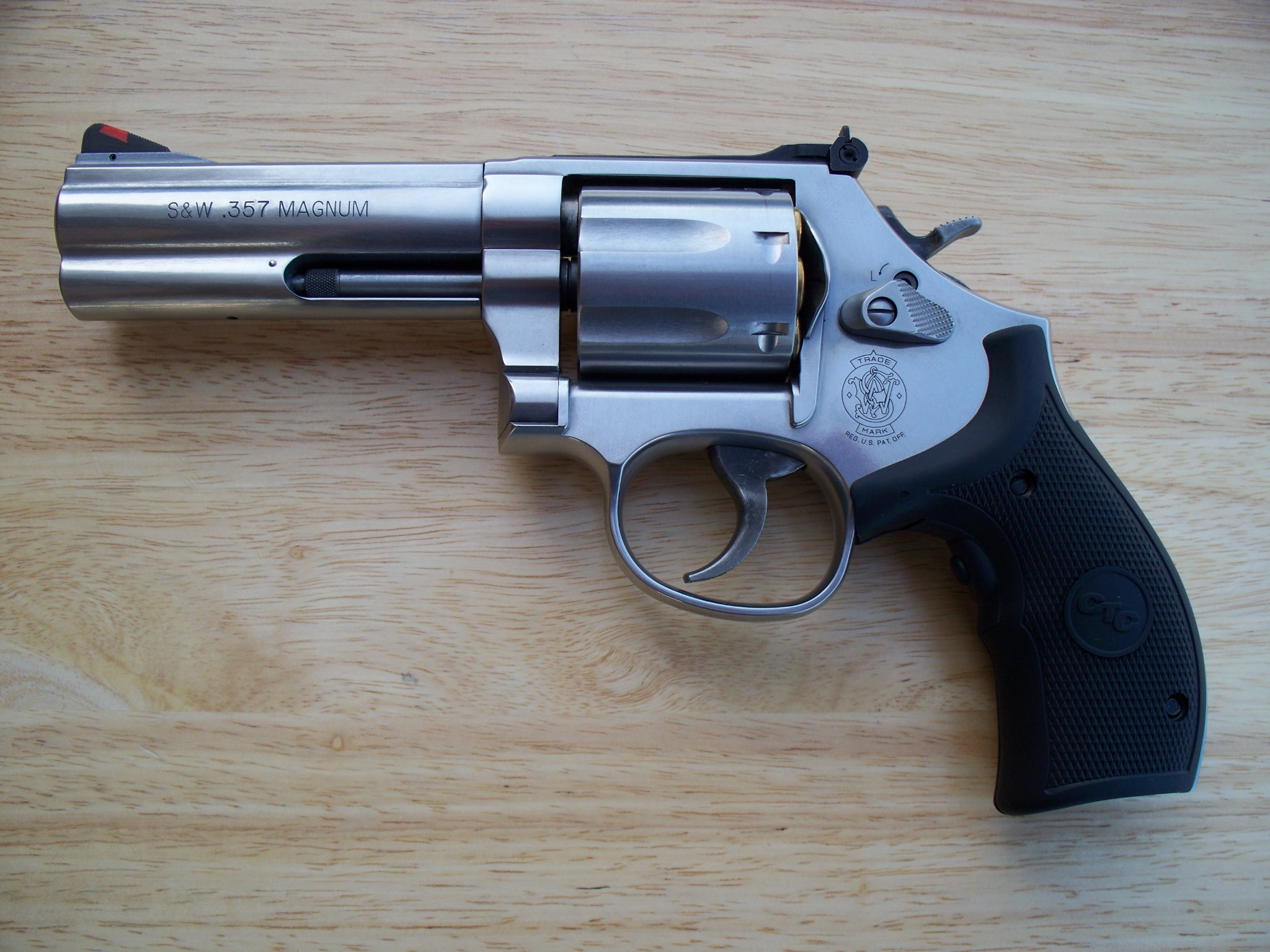
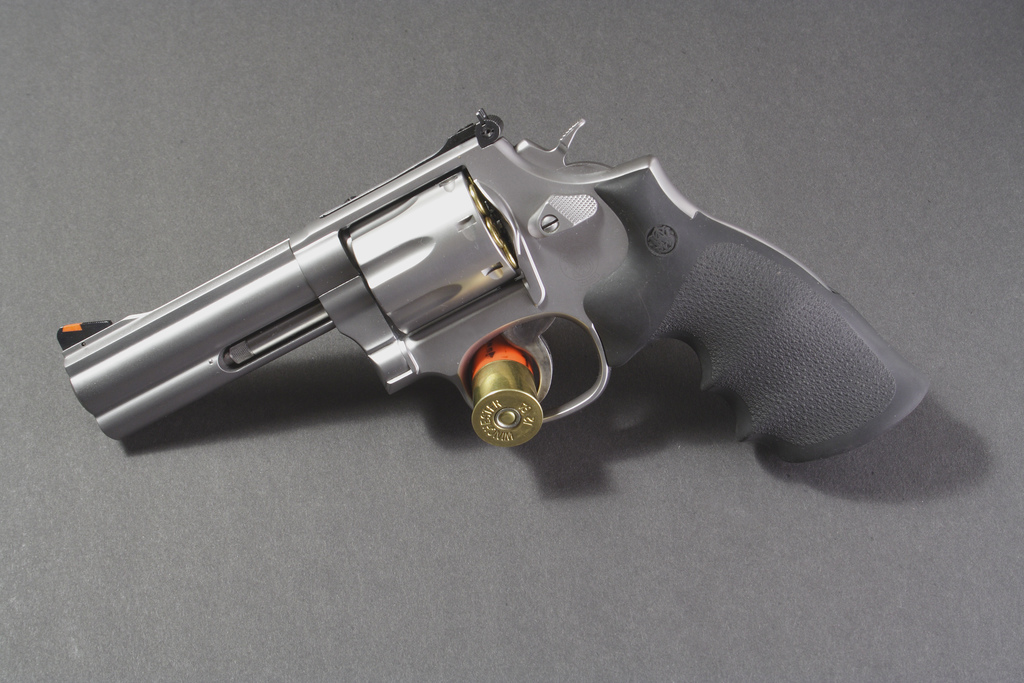
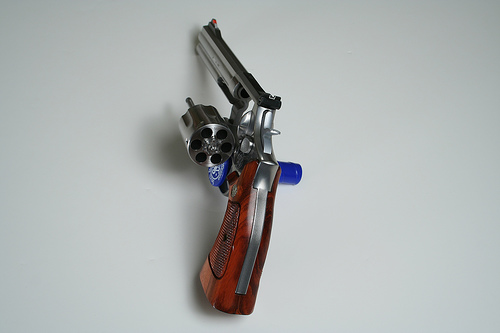
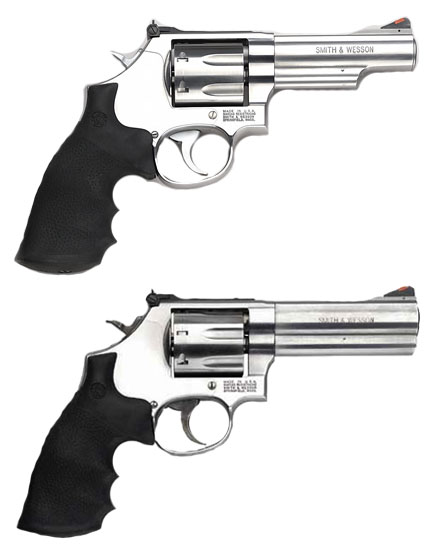
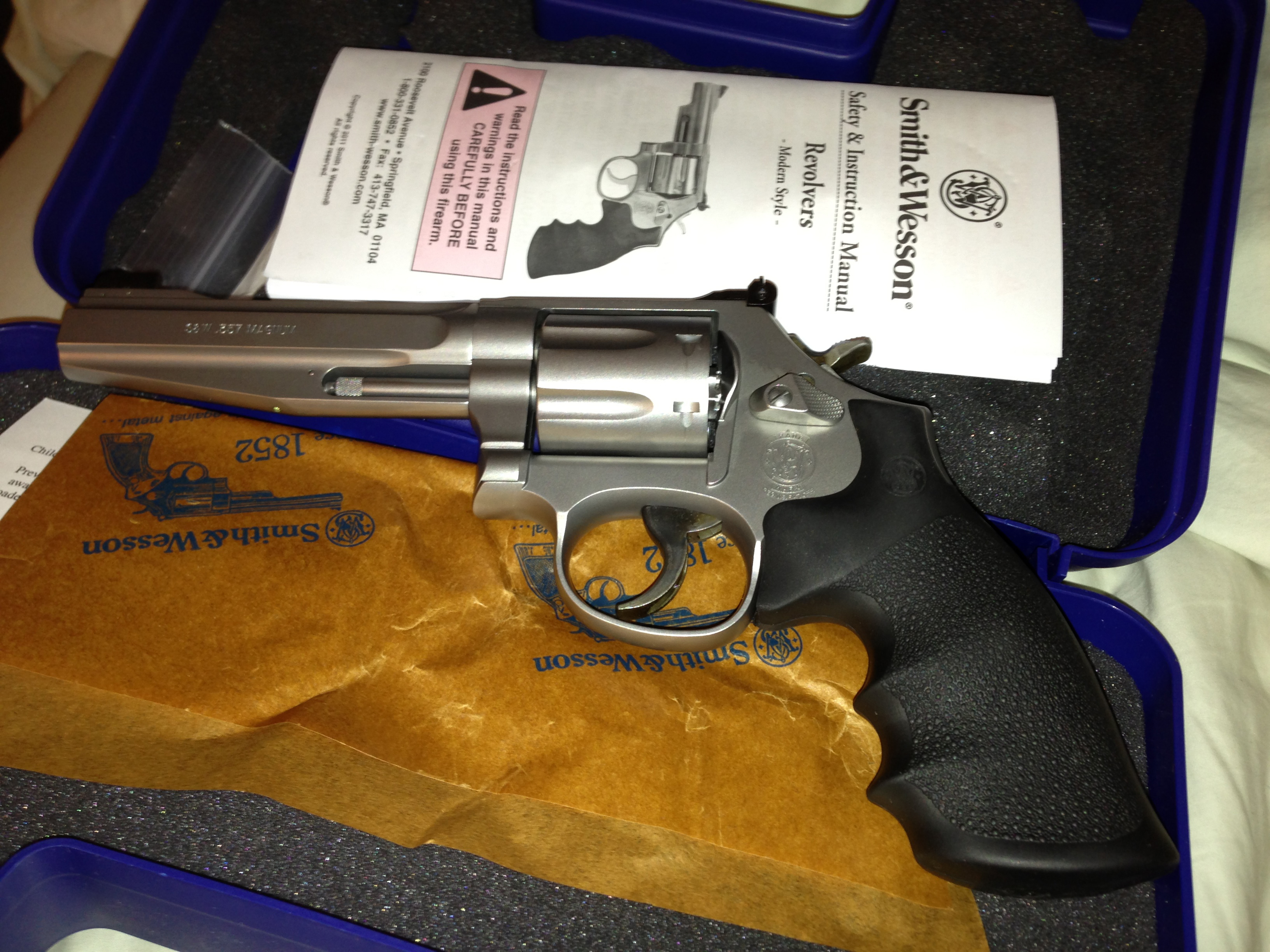
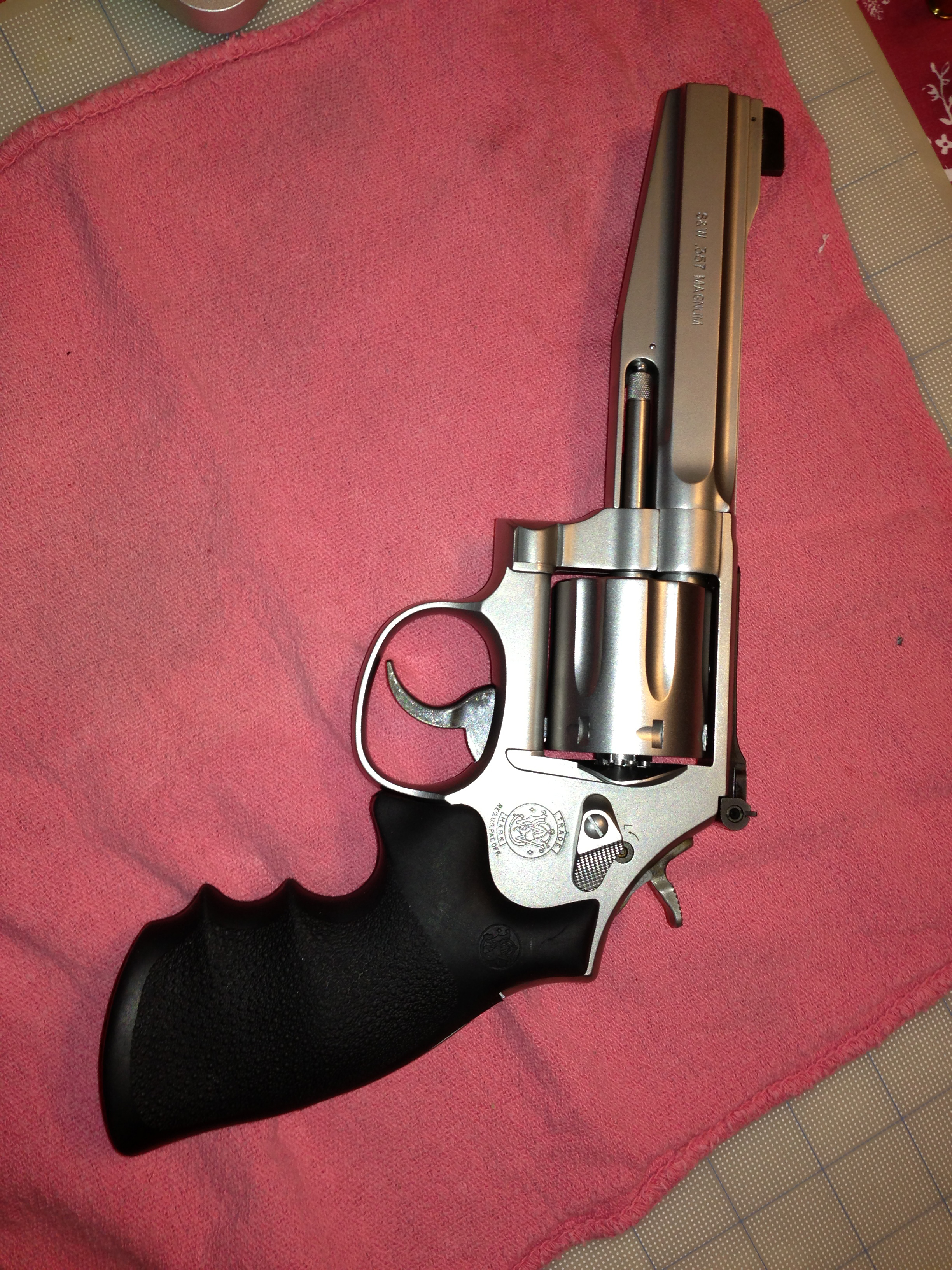
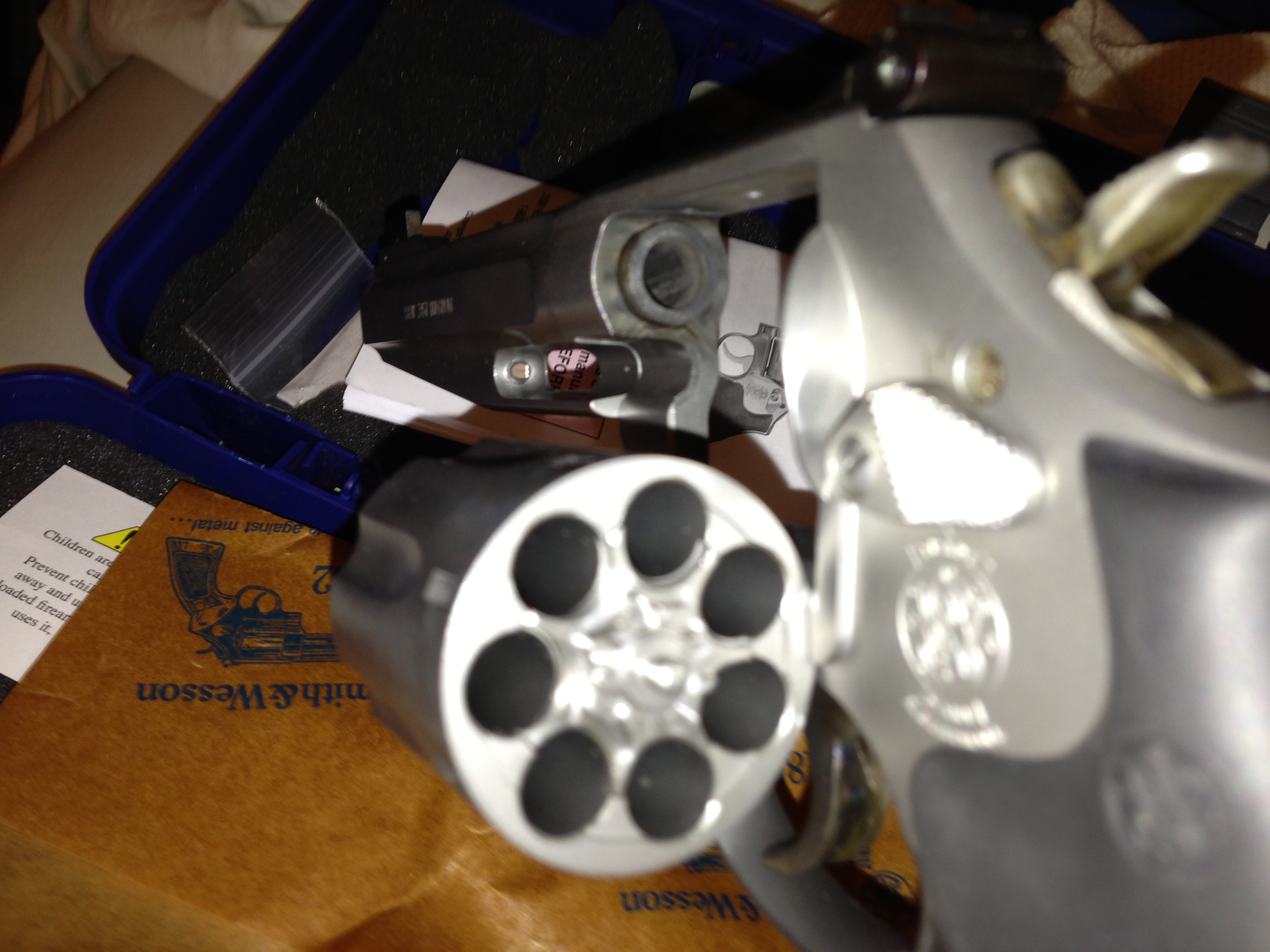

## Оператори
- Франція — Використовували GIGN під час десантних операцій.[3]
- Норвегія — Версія з 3"-стволом з дерев'яним руків'ям Goncalo alves була особистою зброєю поліцейською службою Норвегії окремими офіцерами у цивільному на початку 90-х років.
- США — Використовували в Прикордонній службі США, Митній службі США, службі імміграції та натуралізації, спецназ ВМС США під час морських операцій.[4] Використовували у невеликих поліцейських відділах та деякі офіцери великих відділів.[5]
- Люксембург — Використовували у поліції Великого Герцогства Люксембург, у якості службової зброї з 1980-х років до 2017, коли їх замінили на HK VP9.[6]

## Відновлення виробництва
В 1987 році, через сім років після випуску Моделі 686, з'явилися повідомлення про переробку барабанів під набій .357 Magnum для револьверів з рамкою L, які були випущено до серпня 1987.  S&W випустили попередження та дали безплатний дозвіл на модифікацію револьвера, а тому відкликані та перероблені револьвери отримали маркування M, що значило, що зброя була відкликана та модифікована, всі револьвери Моделей 686, 686-1 та 586 - 1 й 2.